# Hombres, hombres
Hombres, hombres (Männer) es una película alemana que se estrenó en el año 1985. 

## Argumento
Julius Armbrust es un ambicioso diseñador de envases de unos 35 años aproximadamente. Tiene dos hijos con su mujer, Paula, a la que engaña con una de sus secretarias. En su duodécimo aniversario de boda, se entera de que Paula igualmente le engaña a él.
Stefan, el amante de Paula, no se parece a Julius en nada. Es un artista autónomo, no tiene dinero, ni un empleo fijo, ni meta alguna.
A Julius se le cae el mundo encima, pero no se da por vencido. Con la excusa de ir a un congreso, se instala en el piso de Stefan con el nombre falso de “Daniel”, después de enterarse de que hay una habitación libre. Julius quiere recuperar a su mujer cueste lo que cueste. Paula visita a Stefan, que ha planeado un desayuno romántico para ambos. Julius, que sabe que es tarde para huir, se disfraza con una máscara de mono y provoca con ello las primeras tensiones entre Paula y Stefan. Julius introduce a Stefan en un estilo de vida lujoso que le resulta cada vez más apetecible y transforma finalmente, paso por paso, al hippie convencido en un tipo de éxito. Pero también, al mismo tiempo, se desarrolla una amistad entre los dos hombres. Hacen muchas cosas juntos: ven el fútbol, cocinan, se pelean, beben y discuten sobre las mujeres, el sexo y las relaciones amorosas. Sin embargo, a Julius no se le olvida el propósito de recuperar a Paula. Por medio de sus conexiones en el sector publicitario, Julius le ofrece a Stefan un puesto como director de arte, esperando que Stefan no tenga tanto tiempo para Paula. El plan funciona y Julius y Paula vuelven a encontrarse. Cuando Julius regresa a la oficina, se entera de que Stefan será su nuevo socio. En la escena final, rodada en el elevador de la empresa de Julius, Stefan descubre la verdadera identidad de “Daniel”. Esto lleva a una última pelea, tras la cual ambos hombres acaban en calzoncillos. Paula y los colegas de Julius, horrorizados, los descubren (Julius con un bóxer celeste y Stefan con un tanga de tigre) y empiezan a reírse.

## Reparto
| Actor                  | Personaje       | Notas                             |
| ---------------------- | --------------- | --------------------------------- |
| Heiner Lauterbach      | Julius Armbrust |                                   |
| Uwe Ochsenknecht       | Stefan Lachner  |                                   |
| Ulrike Kriener         | Paula Armbrust  |                                   |
| Janna Marangosoff      | Angelika        |                                   |
| Dietmar Bär            | Lothar          |                                   |
| Marie-Charlott Schüler | Marita Strass   | Acreditada como Marie Ch. Schüler |
| Edith Volkmann         | Frau Lennart    |                                   |
| Monika Schwarz         | Frau in der Bar |                                   |
| Lois Kelz              | Florian         |                                   |

## Trasfondo
Originariamente, la película tenía un contrato con la cadena televisiva alemana ZDF. Sin embargo, en el verano de 1985, la compañía de producción decidió llevar a la gran pantalla la película, que fue vista por más de cinco millones de personas.

## Críticas
Hombres, hombres convence por su humor inteligente y porque su guion no salta de chiste en chiste. Además, la película convirtió a los actores Heiner Lauterbach y Uwe Ochsenknecht, entonces poco conocidos, en estrellas del cine. Una lograda comedia que hizo que Doris Dörrie brillara como una nueva estrella en el cielo del cine alemán.

## Premios y nominaciones
En 1986 Uwe Ochsenknecht y Heiner Lauterbach ganan el Deutscher Filmpreis al mejor actor, así como Doris Dörrie el premio al mejor guion.
En el mismo año la película ganó el premio Goldene Leinwand.
En 1987 ganó el segundo puesto a la mejor película extranjera en el Guild of German Art House Cinemas.
En el mismo año la película es nominada al premio Independent Spirit Award.